# Francisco de Paula de Azeredo Teixeira de Carvalho
Francisco de Paula de Azeredo Teixeira de Carvalho (Lamego, Samodães, 14 de Janeiro de 1770 – Lamego, Samodães, 9 de Setembro de 1857), 1.º visconde de Samodães e 1.º conde de Samodães, mais conhecido por General Azeredo, foi um oficial general do Exército Português que se distinguiu no período inicial do regime liberal.

## Biografia
Filho de Francisco António de Carvalho Teixeira de Albuquerque e Costa, fidalgo da Casa Real e senhor dos morgados de Samodães e Goujoim (do concelho de Armamar), e de sua mulher Joaquina Leocádia de Azeredo Correia da Silva.
Tenente-general do Exército Português, entre outras funções, foi Par do Reino, Conselheiro de Estado, comandante da 1.ª Divisão da Beira Baixa, da Beira Alta e do Porto, governador das praças de Almeida e de Elvas e juiz conselheiro do Supremo Tribunal de Justiça Militar.